# Семёно-Макаренский
Семёно-Макаренский  — хутор в Шовгеновском муниципальном районе Республики Адыгея России.
Входит в Джерокайское сельское поселение.

## Население
| 2002 | 2010 | 2013 | 2014 | 2015 | 2016 | 2017 |
| ---- | ---- | ---- | ---- | ---- | ---- | ---- |
| 147  | ↘114 | ↘106 | ↘101 | ↘96  | ↘94  | ↘93  |
| 2018 | 2019 | 2020 | 2021 | 2023 | 2024 |      |
| ↘87  | ↗89  | ↘79  | ↗121 | ↘116 | ↘113 |      |

По данным Всероссийской переписи населения 2021 года:
| Народ   | Численность, чел. | Доля от всего населения, % |
| ------- | ----------------- | -------------------------- |
| русские | 109               | 90,08 %                    |
| адыги   | 9                 | 7,44 %                     |
| другие  | 3                 | 2,48 %                     |
| всего   | 121               | 100,0 %                    |

## Улицы
- Восточная,
- Кочубея,
- Федоренко,
- Школьная.